# Seven Oaks (Texas)
Seven Oaks è una città degli Stati Uniti d'America, situata nello Stato del Texas, nella Contea di Polk.